# 西脇良平
西脇 良平（にしわき りょうへい、1979年8月1日 - ）は、岐阜県大垣市出身のサッカー選手、サッカー指導者。

## 人物
ジェフユナイテッド市原ユース所属の1997年にトップデビュー。2000年にはU-20日本代表に選出された経験を持つ。その後はドイツ3部のSVヴァッカー・ブルクハウゼン、モンテディオ山形、静岡FC、FC岐阜を転々。FC岐阜では東海リーグ1部昇格に貢献した。
2006年からは生まれ故郷の大垣市に設立されたFC Alma大垣でスクールマスターを務める傍ら、同クラブのトップチームである大垣コーガンズで選手としてもプレーしていたが、2013年4月4日、所属選手の中学生を足で蹴る暴行を加えて両腕骨折の重傷を負わせ、さらに骨折した状態で試合に出場させたことにより傷害容疑で逮捕され、日常的に暴力的な指導が行われていたことも明らかになった。
その後、2013年5月26日付で岐阜県サッカー協会から西脇に対し無期限活動禁止の処分が下され、西脇は同年6月28日、岐阜地方裁判所で懲役1年6ヶ月、執行猶予3年の有罪判決を受け、10月10日には日本サッカー協会からも2年間活動を禁止する処分が下された。
この結果西脇は、「彼らをプロにしたい気持ちばかりが強く、彼らの声を聞けなかった。」、「人間として未熟だった。もう指導するつもりはありません。」と述べ、一時サッカー指導者としての活動から引退し、スポーツとは関係のない職業に就いていた。
処分解除後には社会人チームで現役選手として復帰し、FC養老を経て2019年現在コーチ兼任でFC Bonbonera GIFUに在籍しているが、少年層への指導は所属チームによるサッカー教室での不定期なものにとどまっている。
西脇の逮捕に伴いFC Alma大垣のサッカーチームは解散となったが、残った関係者により一般社団法人レスタースポーツクラブ（FC Re:star）が設立された。
一方で、大垣フットサル倶楽部（HIRO/OFC、2002年結成）の流れを組むFC Alma大垣フットサルチームは監督を代表者として存続し、2016年には新たな公式ホームページを開設している。

## 所属クラブ
- 1995年-1997年 ジェフユナイテッド市原ユース
- 1997年-2000年 ジェフユナイテッド市原
- 2001年 SVヴァッカー・ブルクハウゼン（ドイツ）
- 2002年7月-同年末 モンテディオ山形
- 2003年-2004年 静岡FC
- 2005年 FC岐阜
- 2006年 大垣コーガンズ (現在のF.C.K Alma大垣）
- （時期不明） FC養老
- 2019年現在 FC Bonbonera GIFU（コーチ兼主将）

## 個人成績
| 国内大会個人成績 | 国内大会個人成績 | 国内大会個人成績 | 国内大会個人成績 | 国内大会個人成績 | 国内大会個人成績 | 国内大会個人成績 | 国内大会個人成績 | 国内大会個人成績 | 国内大会個人成績 | 国内大会個人成績 | 国内大会個人成績 |
| 年度             | クラブ           | 背番号           | リーグ           | リーグ戦         | リーグ戦         | リーグ杯         | リーグ杯         | オープン杯       | オープン杯       | 期間通算         | 期間通算         |
| 年度             | クラブ           | 背番号           | リーグ           | 出場             | 得点             | 出場             | 得点             | 出場             | 得点             | 出場             | 得点             |
| 日本             | 日本             | 日本             | 日本             | リーグ戦         | リーグ戦         | リーグ杯         | リーグ杯         | 天皇杯           | 天皇杯           | 期間通算         | 期間通算         |
| ---------------- | ---------------- | ---------------- | ---------------- | ---------------- | ---------------- | ---------------- | ---------------- | ---------------- | ---------------- | ---------------- | ---------------- |
| 1997             | 市原             | 30               | J                | 0                | 0                | 1                | 0                |                  |                  |                  |                  |
| 1998             | 市原             | 29               | J                | 5                | 2                | 0                | 0                |                  |                  |                  |                  |
| 1999             | 市原             | 20               | J1               | 2                | 0                | 0                | 0                |                  |                  |                  |                  |
| 2000             | 市原             | 20               | J1               | 5                | 0                | 1                | 0                |                  |                  |                  |                  |
| ドイツ           | ドイツ           | ドイツ           | ドイツ           | リーグ戦         | リーグ戦         | リーグ杯         | リーグ杯         | DFBポカール      | DFBポカール      | 期間通算         | 期間通算         |
| 2001-02          | ブルクハウゼン   |                  | 3部              | 6                | 2                |                  |                  |                  |                  |                  |                  |
| 日本             | 日本             | 日本             | 日本             | リーグ戦         | リーグ戦         | リーグ杯         | リーグ杯         | 天皇杯           | 天皇杯           | 期間通算         | 期間通算         |
| 2002             | 山形             | 28               | J2               | 10               | 0                | -                | -                |                  |                  |                  |                  |
| 2003             | 静岡             |                  | 東海1部          |                  | 10               | -                | -                |                  |                  |                  |                  |
| 2004             | 静岡             |                  | 東海1部          |                  |                  | -                | -                |                  |                  |                  |                  |
| 2005             | 岐阜             | 24               | 東海2部          |                  |                  | -                | -                |                  |                  |                  |                  |
| 2006             | 大垣             | 24               | 岐阜県1部        | 8                | 11               | -                | -                | -                | -                | 8                | 11               |
| 2007             | 大垣             |                  | 岐阜県1部        |                  | 2                | -                | -                | -                | -                |                  | 2                |
| 2008             | 大垣             |                  | 岐阜県1部        |                  | 0                | -                | -                | -                | -                |                  | 0                |
| 2009             | 大垣             |                  | 岐阜県1部        |                  | 1                | -                | -                | -                | -                |                  | 1                |
| 通算             | 日本             | 日本             | J1               | 12               | 2                | 2                | 0                |                  |                  |                  |                  |
| 通算             | 日本             | 日本             | J2               | 10               | 0                | -                | -                |                  |                  |                  |                  |
| 通算             | 日本             | 日本             | 東海1部          |                  |                  | -                | -                |                  |                  |                  |                  |
| 通算             | 日本             | 日本             | 東海2部          |                  |                  | -                | -                |                  |                  |                  |                  |
| 通算             | 日本             | 日本             | 岐阜県1部        |                  |                  | -                | -                | -                | -                |                  |                  |
| 通算             | ドイツ           | ドイツ           | 3部              | 6                | 2                |                  |                  |                  |                  |                  |                  |
| 総通算           |                  |                  |                  |                  |                  |                  |                  |                  |                  |                  |                  |

出場歴
- 1997年10月18日 公式戦初出場 - ナビスコカップ準々決勝第２戦 vs名古屋グランパスエイト戦 (市原緑地運動公園臨海競技場)
- 1998年10月14日 Jリーグ初出場 - J 2nd第10節 vsヴィッセル神戸戦 (神戸総合運動公園ユニバー記念競技場)
- 1998年10月14日 Jリーグ初得点 - J 2nd第10節 vsヴィッセル神戸戦 (神戸総合運動公園ユニバー記念競技場)

## 代表歴
- 2000年 U-20日本代表

## 指導歴
- 2006年-2013年 FC Alma大垣：スクールマスター
- （就任時期不明） FC Bonbonera GIFU：コーチ兼主将